# Udea sheppardi
Udea sheppardi is een vlinder uit de familie van de grasmotten (Crambidae), uit de onderfamilie van de Spilomelinae. De wetenschappelijke naam van deze soort is voor het eerst voorgesteld als Phlyctaenia sheppardi door James Halliday McDunnough in een publicatie uit 1929.
De soort komt voor in Canada en het noorden van de Verenigde Staten.